# Kongregacja ds. Ewangelizacji Narodów
Kongregacja Ewangelizacji Narodów i Krzewienia Wiary (łac. Congregatio pro Gentium Evangelizatione) do 1988 – Kongregacja Rozkrzewiania Wiary (łac. Congregatio de Propaganda Fide) – zniesiony urząd Kurii Rzymskiej zajmujący się misyjną działalnością Kościoła katolickiego.

## Cel działania

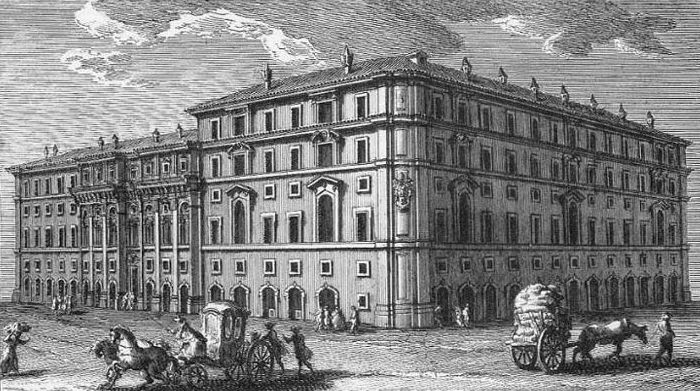
Gmach Kongregacji, rycina z XVIII w.

Celem tej organizacji było przygotowanie misjonarzy, którzy mieli wywalczyć, a później chronić wolność praktykowania wiary katolickiej w krajach gdzie katolicyzm nie jest religią państwową.

## Kompetencje
Do kompetencji Kongregacji należą: seminaria i wychowanie katolickie, biskupi, duchowieństwo i diecezje – wszystko na terenach misyjnych.
W skład Kongregacji wchodziły następujące urzędy:
- Komisja ds. Rewizji
- Rada ds. Stosunków między Kongregacją a Międzynarodowymi Uniami Wyższych Przełożonych Zakonów Męskich i Żeńskich
- Papieska Zbiórka na Rzecz Afryki (pro Afris)
- Najwyższy Komitet Papieskich Dzieł Misyjnych
- Papieskie Dzieła Misyjne
- Międzynarodowy Ośrodek Animacji Misyjnej
- FIDES (międzynarodowa agencja informacyjna)

## Ostatni zarząd Kongregacji
- Prefekt: kard. Luis Antonio Tagle (8 XII 2019 – 5 VI 2022)
- Sekretarz: abp Protase Rugambwa (9 XI 2017 – 5 VI 2022)
- Sekretarz pomocniczy: abp Giovanni Pietro Dal Toso (9 XI 2017 – 5 VI 2022)
- Podsekretarz Kongregacji: o. Ryszard Szmydki (28 IX 2017 – 5 VI 2022)

## Historia

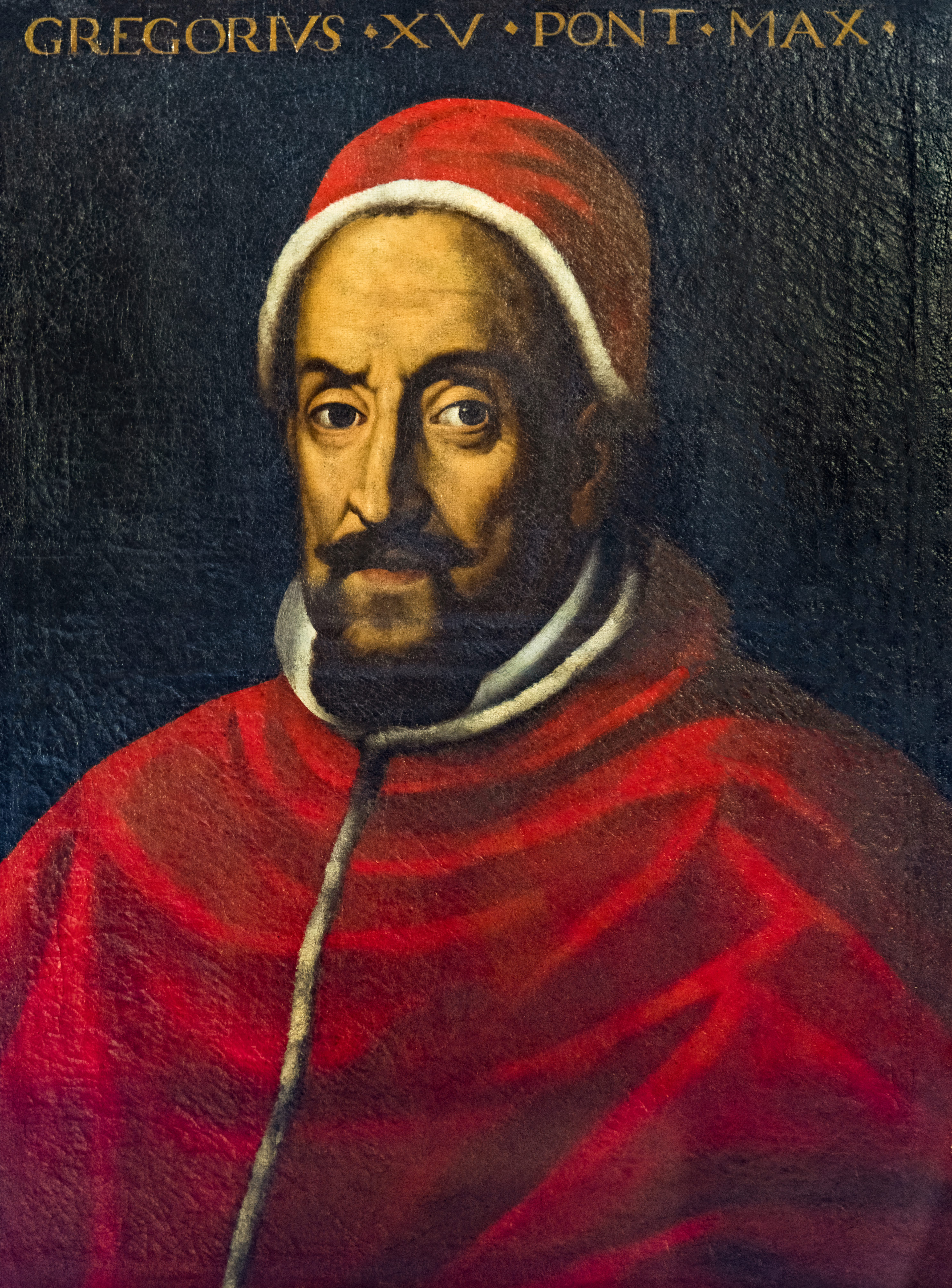
Papież Grzegorz XV, założyciel kongregacji

Po soborze trydenckim papież Pius V erygował kongregację kardynałów do spraw duchowych misji, a jego następca, Grzegorz XIII utworzył komisję kardynałów do spraw misji. Na jej czele stanął nuncjusz apostolski Indii Zachodnich. Z czasem jej działalność zamarła, ale reaktywowano ją za pontyfikatu Klemensa VIII, a znacząco zdynamizowano jej działalność za Pawła V. Prace komisji wspierali kapucyni oraz włoscy karmelici bosi. Karmelita Tomasz od Jezusa postulował stworzenie zgromadzenia misyjnego, a w 1613 opublikował dzieło De procuranda salute omnium gentium, które stało się najwybitniejszą publikacją misjologiczną XVII wieku. Proponował również w Rzymie utworzenie stałego ośrodka misyjnego.
Nową kongregację Propaganda Fide założył w święto Objawienia Pańskiego, 6 stycznia 1622, papież Grzegorz XV i było to główne dzieło jego krótkiego pontyfikatu. Bulla erygująca zadatowana była na 22 czerwca 1622. Zadaniem powstałego w Rzymie ciała było kontynuowanie wewnętrznych reform Kościoła w Europie, w dużym stopniu ulegającej protestantyzmowi, jak również szerzenie katolicyzmu na terenie Ameryk, Azji i Afryki. W bulli erygującej położono nacisk na prowadzenie do zbawienia tych ludzi, którzy stoją na zewnątrz owczarni Chrystusa, czyli zarówno heretyków, jak i pogan. W początkowej fazie działalności kongregacji ważną rolę odegrał w niej kardynał Maffeo Barberini, późniejszy papież Urban VIII. Pierwsze posiedzenie organizacji odbyło się 15 stycznia 1622. Skierowano po nim list okólny do nuncjuszy, w tym m.in. w Polsce. Wiadomość o założeniu kongregacji bardzo szybko rozeszła się po Europie i misjach. Została dobrze przyjęta, wzbudzając jedynie wątpliwości istniejącej wcześniej Kongregacji dla Konwertytów, która straciła znaczącą część środków, uprzednio doń kierowanych.
19 marca 2022 papież Franciszek, po czterystu latach funkcjonowania kongregacji, wydał konstytucję apostolską Praedicate Evangelium, w której m.in. postanowił połączyć Kongregację Rozkrzewiania Wiary z Papieską Radą ds. Krzewienia Nowej Ewangelizacji i innymi ciałami w jeden organ – Dykasterię ds. Ewangelizacji, kierowany bezpośrednio przez papieża.

## Dotychczasowi prefekci
- 1622: kard. Antonio Maria Sauli
- 1622–1632: kard. Ludovico Ludovisi
- 1632–1671: kard. Antonio Barberini
  - kard. Antonio Marcello Barberini; wiceprefekt (1632–1645?)
  - kard. Luigi Capponi; pro-prefekt (1645–1659)
- 1671–1698: kard. Paluzzo Paluzzi-Altieri
- 1698–1704: kard. Carlo Barberini
- 1704–1727: kard. Giuseppe Sacripante
- 1727–1747: kard. Vincenzo Petra
- 1747–1756: kard. Silvio Valenti Gonzaga
- 1756–1763: kard. Giuseppe Spinelli
- 1763–1780: kard. Giuseppe Maria Castelli
- 1780–1795: kard. Leonardo Antonelli
- 1795–1802: kard. Hyacinthe Sigismond Gerdil CRSP
- 1802–1804: kard. Stefano Borgia
  - pro-prefekt (1798–1800)
- 1804–1805: kard. Antonio Dugnani
  - pro-prefekt
- 1805–1814: kard. Michele di Pietro
- 1814–1818: kard. Lorenzo Litta
- 1818–1822: kard. Francesco Luigi Fontana CRSP
- 1824: kard. Ercole Consalvi
  - proprefekt (1822–1823)
- 1823–1824 i ponownie 1824–1826: kard. Giulio Maria della Somaglia
  - pro-prefekt
- 1826–1831: kard. Mauro Capellari OSBCam (późniejszy papież Grzegorz XVI)
- 1831–1834: kard. Carlo Maria Pedicini
- 1834–1856: kard. Giacomo Filippo Fransoni
- 1856–1874: kard. Alessandro Barnabò
- 1874–1878: kard. Alessandro Franchi
- 1878–1892: kard. Giovanni Simeoni
- 1892–1902: kard. Mieczysław Halka Ledóchowski
- 1902–1916: kard. Girolamo Maria Gotti OCD
- 1916–1918: kard. Domenico Serafini OSBCas
  - pro-prefekt (1916)
- 1918–1932: kard. Willem Marinus van Rossum CSSR
- 1933–1960: kard. Pietro Fumasoni Biondi
  - 1958: kard. Samuel Stritch
  - pro-prefekt
- 1960–1970: kard. Grégoire-Pierre XV Agagianian
  - pro-prefekt (1958–1960)
- 1970–1984: kard. Agnelo Rossi
- 1984–1985: abp Dermot Ryan
  - pro-prefekt
- 1985–2001: kard. Jozef Tomko
  - pro-prefekt (1985)
- 2001–2006: kard. Crescenzio Sepe
- 2006–2011 kard. Ivan Dias
- 2011–2019: kard. Fernando Filoni
- 2019–2022: kard. Luis Antonio Tagle

## Prefekci ds. ekonomicznych
W latach 1676-1908 Kongregacja Rozkrzewiania Wiary oprócz prefekta generalnego miała jeszcze prefekta do spraw ekonomicznych, zajmującego się finansami Kongregacji.
- Giulio Spinola (1676-1691)
- Ferdinando d’Adda (1694-1697)
- Bandino Panciatici (1697-1718?)
- Sebastiano Antonio Tanara (1718?-1724)
- Bernardino Scotti (1724-1726)
- Niccolò Gaetano Spinola (1726-1735)
- Giorgio Spinola (1735-1739)
- Carlo Rezzonico (1739–1743)
- Prospero Colonna di Sciarra (1743–1763)
- Giovanni Francesco Stoppani (1763–1774)
- Simone Buonaccorsi (1775-1776)
- Antonio Eugenio Visconti (1776–1788)
- Luigi Valenti Gonzaga (1788–1801)
- Giovanni Rinuccini (1801)
- Romoaldo Braschi-Onesti (1801–1817)
- Giovanni Filippo Gallarati Scotti (1817–1819)
- Luigi Ercolani (1819–1825)
- Tommaso Riario Sforza (1826–1830)
  - Giacomo Filippo Fransoni, proprefekt (1830-1834)
- Mario Mattei (1834–1843)
- Francesco Saverio Massimo (1843)
- Luigi Amat di San Filippo e Sorso (1843–1846)
- Lorenzo Simonetti (1846–1852)
- Pietro Marini (1852–1858)
- Prospero Caterini (1858–1860)
- Teodolfo Mertel (1860–1863)
- Carlo Sacconi (1863–1867)
- Domenico Consolini (1867–1877)
- Lorenzo Nina (1877–1878)
- Enea Sbarretti (1878–1884)
- Lorenzo Ilarione Randi (1884–1887)
- Gaetano Aloisi Masella (1888-1889)
- Gaetano de Ruggiero (1889-1894)
- Vincenzo Vannutelli (1894–1902)
- Antonio Agliardi (1902–1903)
- Francesco Salesio della Volpe (1903–1908)